# Hauteville-lès-Dijon
Hauteville-lès-Dijon település Franciaországban, Côte-d’Or megyében. Lakosainak száma 1206 fő (2022. január 1.). Hauteville-lès-Dijon Ahuy, Daix, Darois, Étaules és Messigny-et-Vantoux községekkel határos.

## Népesség
A település népességének változása:
| Lakosok száma | 224  | 663  | 963  | 1076 | 1229 | 1222 | 1219 | 1227 | 1228 | 1206 |
|               | 1968 | 1982 | 1990 | 2006 | 2013 | 2015 | 2017 | 2019 | 2020 | 2022 |